# STIMDI
Sveriges Tvärvetenskapliga Intresseförening För Människa-Datorinteraktion, STIMDI, är en förening för yrkesaktiva och studenter inom området människa-datorinteraktion (MDI).
Föreningen bildades 1986 och den nuvarande ordföranden heter Tommy Marshall. STIMDI arrangerar årligen World Usability Day i Stockholm.